# Château des Ponts-de-Cé
Le château des Ponts-de-Cé est un château situé aux Ponts-de-Cé, en France. Des bénévoles de l'association Chantiers histoire et architecture médiévale ont participé à la restauration du château au cours de l'année 2002.

## Localisation
Le château est situé dans le département français de Maine-et-Loire, sur la commune des Ponts-de-Cé.

## Historique
Ce château fut la première forteresse des Ponts-de-Cé située sur un point stratégique déjà utilisé par les romains. Elle est construite vers 850 sous Charles II (Charles le Chauve), le petit-fils de Charlemagne, pour résister à l’invasion des Normands qui remontaient la Loire pour piller l’intérieur du pays.
Au Xe siècle, le château est reconstruit en pierre.
En 1206, le roi Philipe Auguste fait détruire le château pour empêcher les Anglais de l’utiliser. Lors de sa reconstruction en 1230, il ne reste plus seulement que la base des deux tourelles.
Le château fut agrandi par le Roy René, fils de Louis II d’Anjou, pour devenir en 1440 sa résidence secondaire préférée. C’est ici qu’il instaure les festivités, dites « de la Baillée des filles », encore perpétuées de nos jours.
Il ne reste aujourd’hui du château que le donjon. Celui-ci fut l’enjeu d’une bataille qui opposa Marie de Médicis à son fils Louis XIII en 1620.
Il a été vendu comme bien national. Le château est acquis par des particuliers à la fin du XIXe siècle. Victor Hugo envisage même de l’acheter en 1830. Entre 1851 et 1959, le château a accueilli la gendarmerie des Ponts-de-Cé. La ville y a ensuite mis en place les services sociaux et l'école de musique.
L'édifice est classé au titre des monuments historiques en 1862.
Le château abrite aujourd'hui le Musée des Coiffes et Traditions. Depuis 1973, ce musée insolite offre aux visiteurs la découverte exceptionnelle d'une collection de plus de 500 coiffes et bonnets de l’Anjou, des provinces françaises et d’autres pays, supervisé par Jackie Pineau, conservateur du musée et collectionneur passionné.

## Galerie d'images

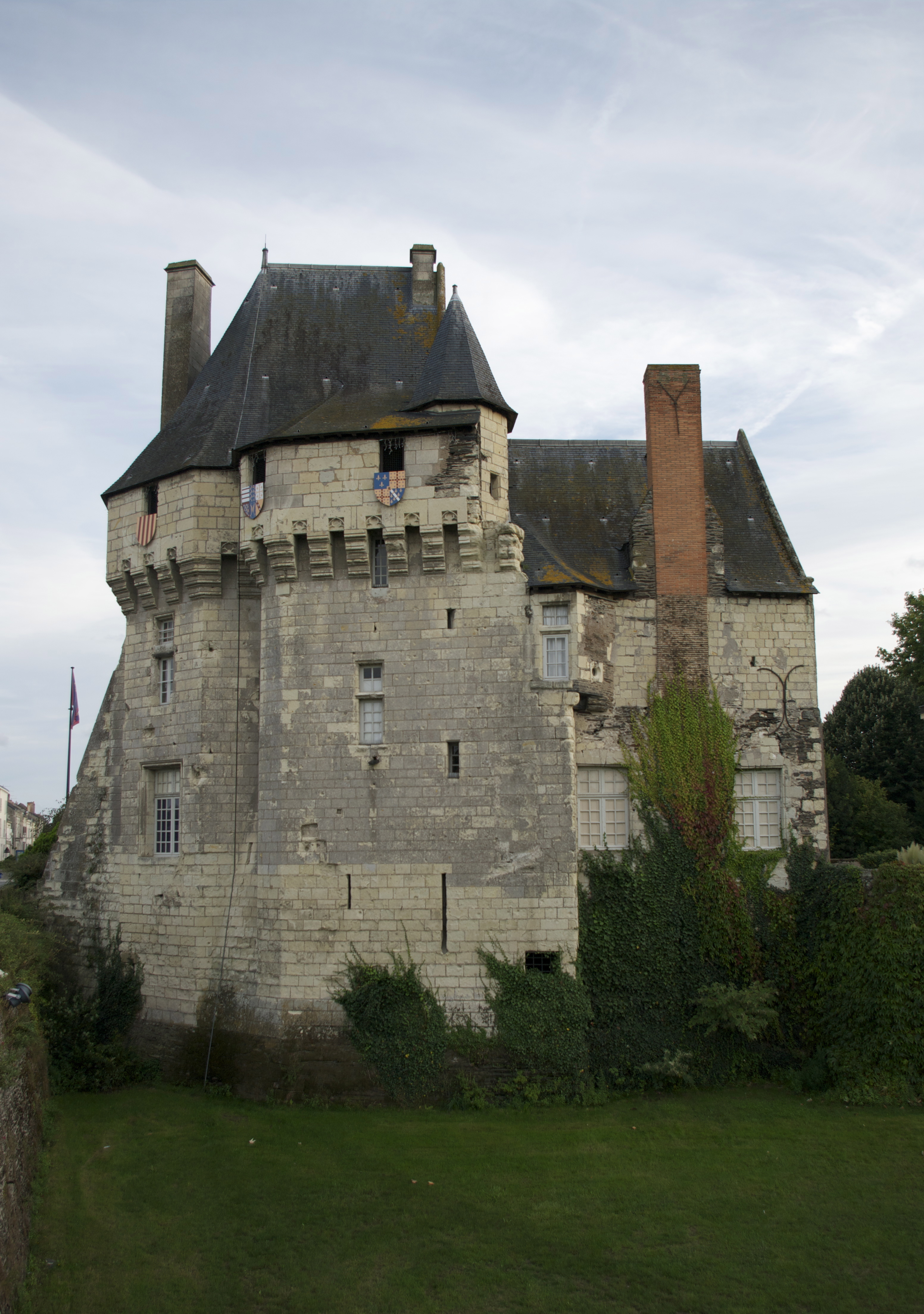
Façade Nord
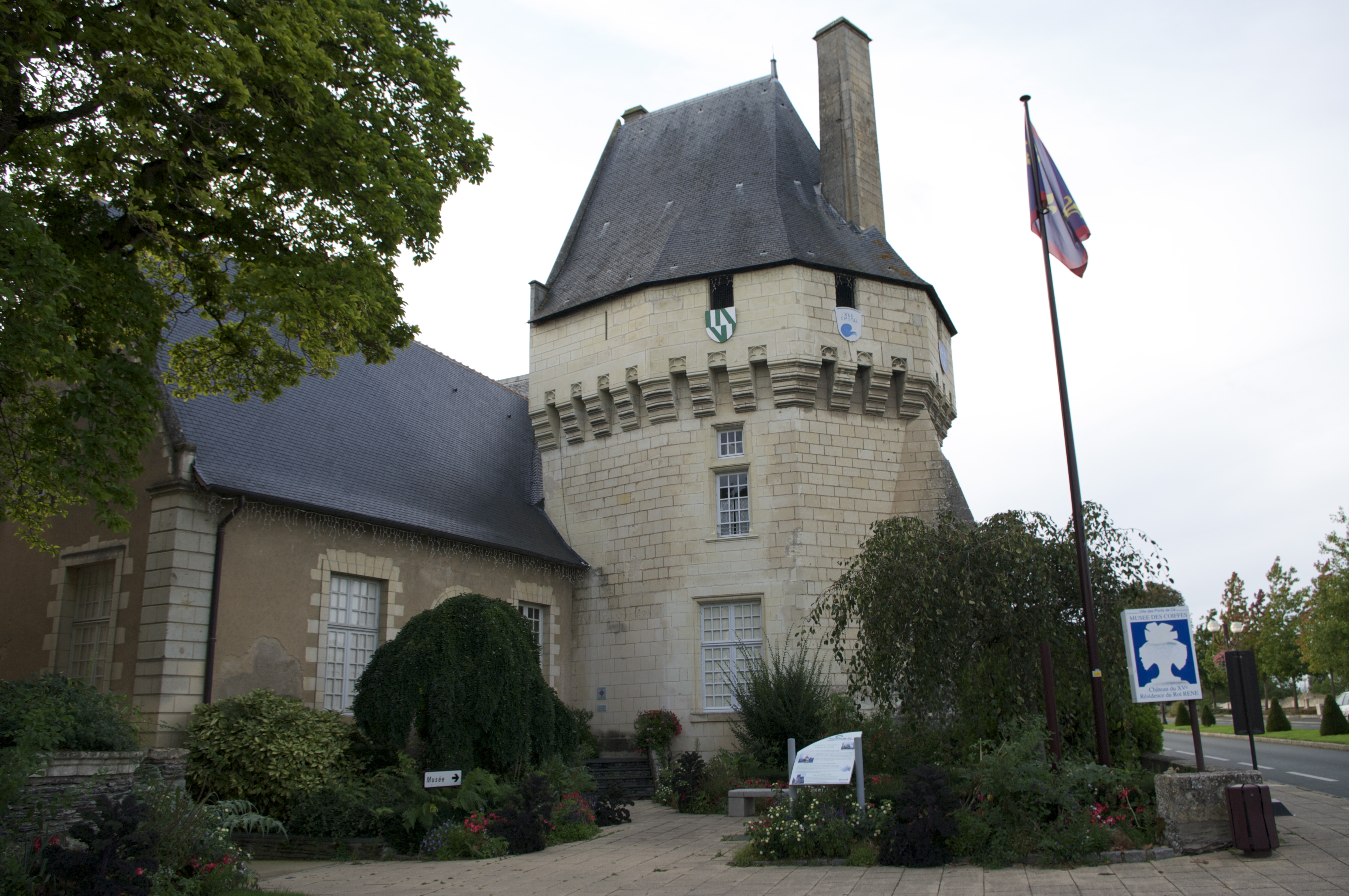
Façade Sud
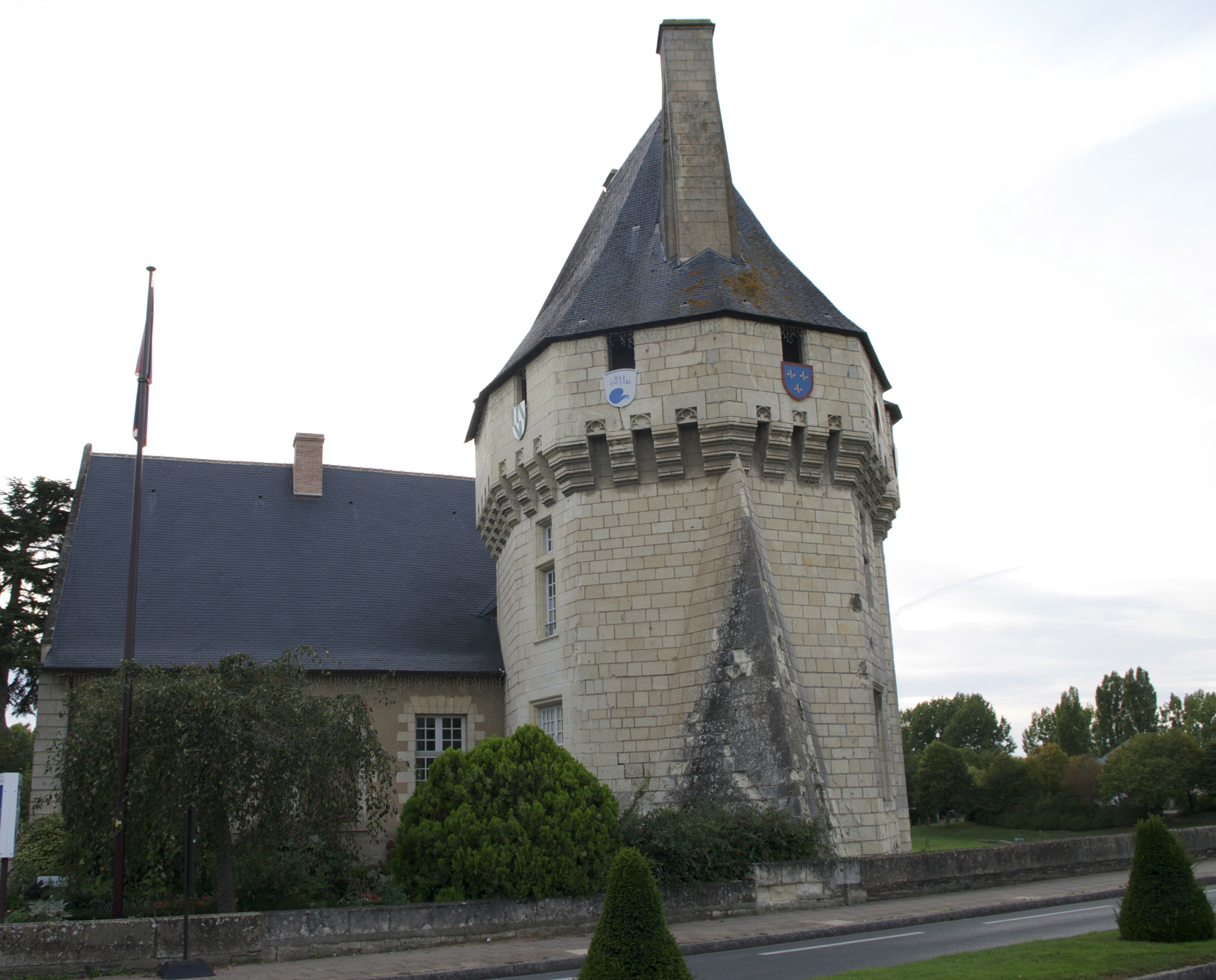
Façade Est
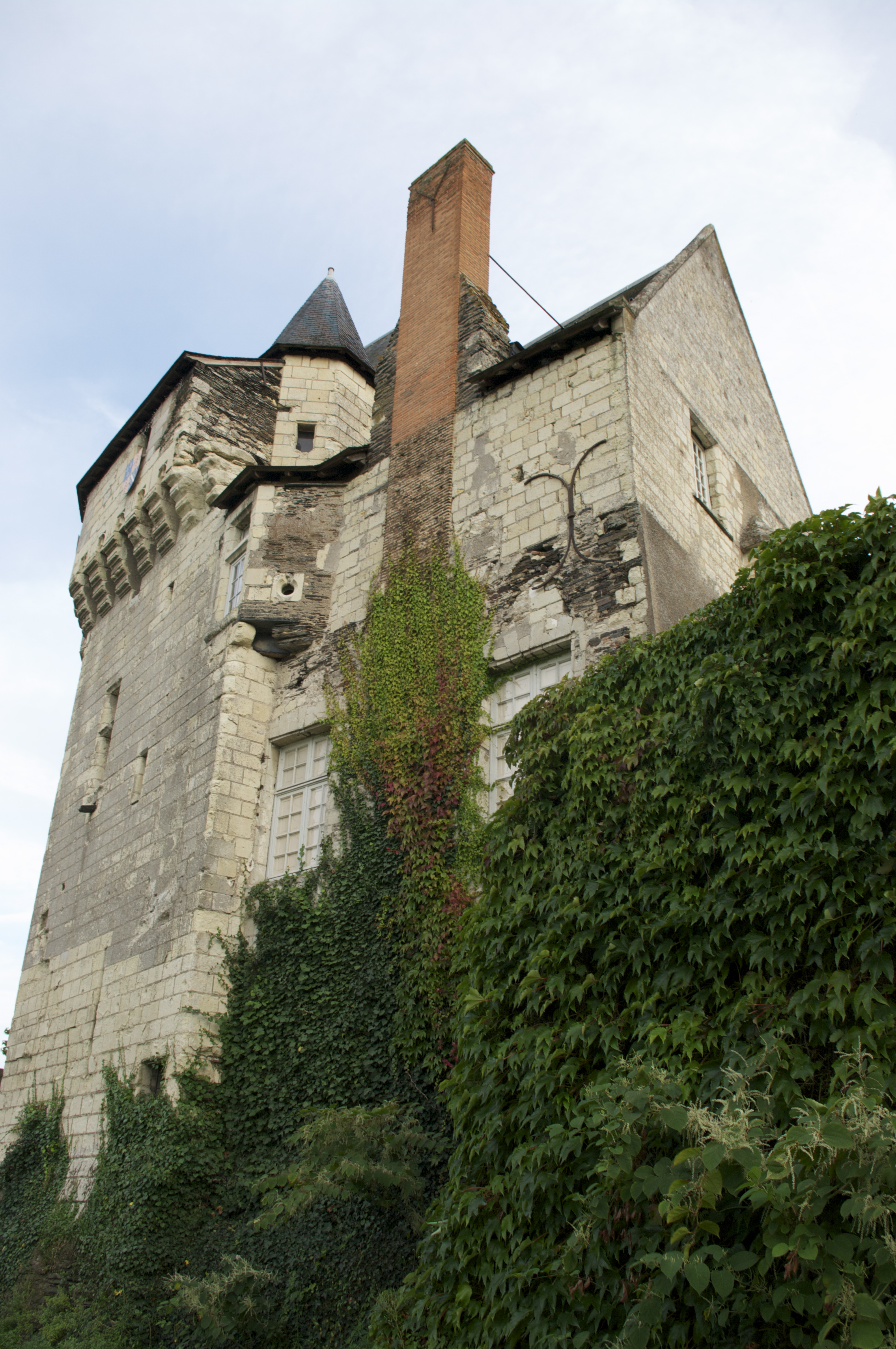
Façade Nord
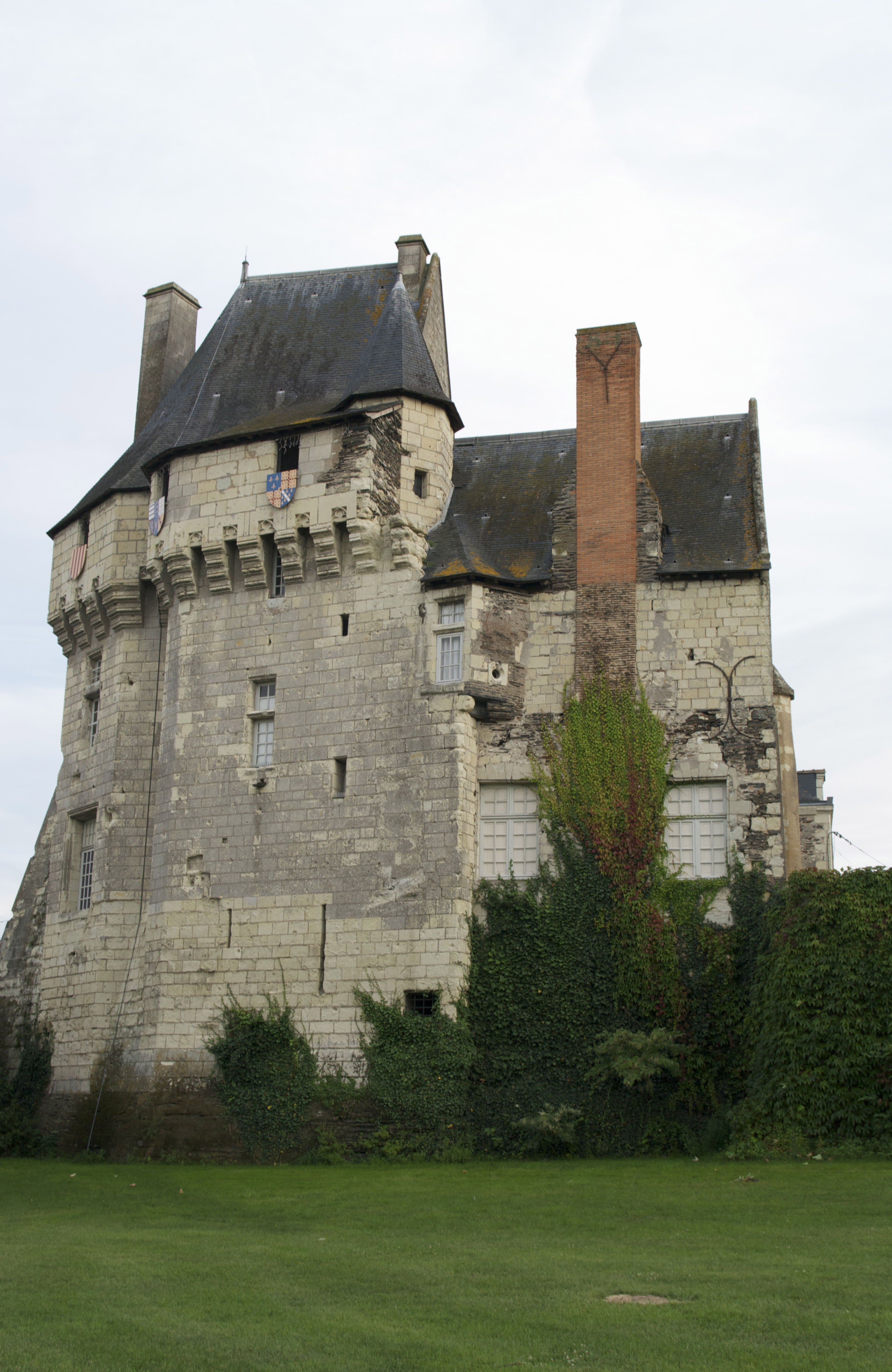
Façade Nord
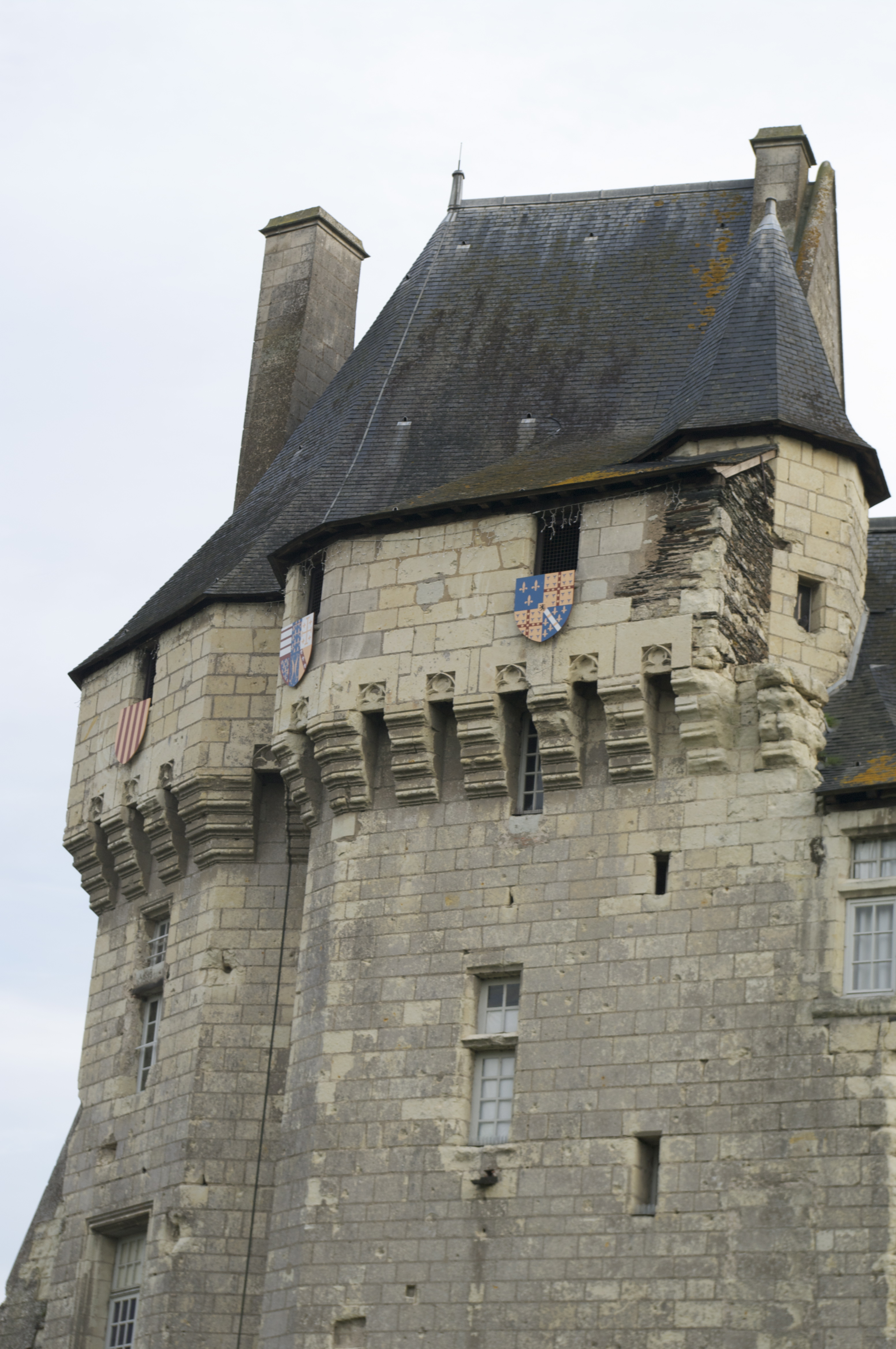
Détail de la façade Nord